# Salário Mínimo (filme)
Salário Mínimo é um filme brasileiro de 1970, produzido e dirigido por Adhemar Gonzaga, a partir do argumento de Monteiro Guimarães. O filme fora produzido pela Cinédia e distribuído pela Cinedistri.
No elenco principal figuram Geraldo Alves, Renata Fronzi, Paulo Gracindo, César Ladeira e Roberto Guilherme. Foi o último filme dirigido por Adhemar Gonzaga.

## Elenco
| Ator/Atriz         | Personagem                      |
| ------------------ | ------------------------------- |
| Geraldo Alves      | Moreira                         |
| Renata Fronzi      | Angelina                        |
| Paulo Gracindo     | Roberto                         |
| César Ladeira      | Paulo Seixas                    |
| Roberto Guilherme  | Guilherme                       |
| Wellington Botelho | Eusébio                         |
| Alfredo Viviani    | Borgatto                        |
| Costinha           | Juiz                            |
| Miriam Roth        | Dona Joana                      |
| Wilson Grey        | Secretário de Moreira           |
| Zélia Hoffman      | Senhora Seixas, esposa de Paulo |
| Elke Maravilha     | Modelo                          |
| Géorgia Quental    | Modelo                          |
| Jararaca & Ratinho | Pensionistas                    |
| Yolanda Fronzi     | Senhoria                        |